# Ctenophorus maculosus
Espèce
Synonymes
- Tympanocryptis maculosa Mitchell, 1948

Statut de conservation UICN

 LC  : Préoccupation mineure
Ctenophorus maculosus est une espèce de sauriens de la famille des Agamidae.

## Répartition
Cette espèce est endémique d'Australie-Méridionale. Elle se rencontre dans les environs du Lac Eyre.

## Publication originale
- Mitchell, 1948 : A revision of the lacertilian genus Tympanocryptis. Records of the South Australian Museum, vol. 9, p. 57-86 (texte intégral).